# Peeblesshire (circonscription du Parlement d'Écosse)
Avant les Actes d'Union de 1707, les barons du comté de Peebles  élisaient des commissaires pour les représenter au Parlement monocaméral d'Écosse et à la Convention des États.
Après 1708, le Peeblesshire a envoyé un membre à la Chambre des communes de Grande-Bretagne.

## Liste des commissaires du comté
- 1608 and 1609: Sir John Murray de Blackbarony[1]
- 1617 et 1625: Sir Archibald Murray de Blackbarony[1]
- 1621–25: Sir John Stewart de Traquair
- 1628–33: John Hay de Smithfield, écuyer du corps[2]
- 1628–33: 1630 convention: James Naismith de Posso[3]
- 1630 convention, 1643, 1644–45, 1648: Laird de Dawick (Veitch)[4]
- 1639–41: Sir Alexander Murray de Blackbarony[5]
- 1639–41, 1644–45: David Murray de Stanehopes[6]
- 1643: Sir James Hay de Smithfield[7]
- 1645, 1648: Laird de Prestongrange (Morison)[6],[8]
- 1649-50: John Dickson de Hartrie, sénateur du Collège de justice[8]
- 1649–51: Sir James Murray de Skirling[8]
- 1661–63, 1665 convention, 1667 convention: Sir William Murray de Stanhope et Broughton[9]
- 1661–63, 1665 convention, 1667 convention, 1669–74, 1678 convention, 1681–82, 1685–86, 1689 convention, 1689–98: Sir Archibald Murray de Blackbarony (died c.1700)[5]
- 1678 convention: John Veitch le jeune de Dawick[10]
- 1681–82, 1689 convention, 1689–93: Sir David Murray de Stanhope and Broughton (expulsé en 1693)[9]
- 1685–86: James Douglas de Skirling[11]
- 1693–98: Alexander Murray de Halmyre[12]
- 1700–02: Sir Alexander Murray de Blackbarony[5]
- 1702-07: William Morison de Prestoungrange[13]
- 1702-07: Alexander Horseburgh[14]